# 어메이징 그레이스 (2006년 영화)
어메이징 그레이스(Amazing Grace)는 미국, 영국에서 제작된 마이클 앱티드 감독의 2006년 드라마 영화이다. 이안 그루퍼드 등이 주연으로 출연하였고 데이비드 헌트 등이 제작에 참여하였다.
이 영화는 2006년 9월 16일 토론토 국제 영화제에서 초연되었으며 이후 하트랜드 영화제, 샌타바버라 국제 영화제, 베를린 국제 영화제에서 상영되었으며 2007년 2월 23일 미국에 오프닝 개봉을 하였다.

## 출연

### 주연
- 이안 그루퍼드
- 로몰라 가레이
- 시아란 힌즈
- 루퍼스 스웰
- 유쑨두
- 마이클 갬본
- 알버트 피니

### 조연
- 알렉스 블레이크
- 베네딕트 컴버배치
- 토비 존스
- 니콜라스 파렐
- 실베스트라 르 토젤
- 제레미 스위프트
- 스티븐 캠벨 무어
- 빌 패터슨
- 니콜라스 데이
- 데이비드 헌트

## 제작진
- 공동제작: 마크 쿠퍼
- 미술: 찰스 우드
- 의상: 제니 비번
- 배역: 니나 골드